# Alastair Heathcote
Alastair Heathcote (Atene, 18 agosto 1977) è un canottiere britannico, vincitore della medaglia d'argento nell'8 con a Pechino 2008.

## Palmarès
- Olimpiadi

Pechino 2008: argento nell'8 con.
- Campionati del mondo di canottaggio

2007 - Monaco di Baviera: bronzo nell'8 con.